# Soliferro

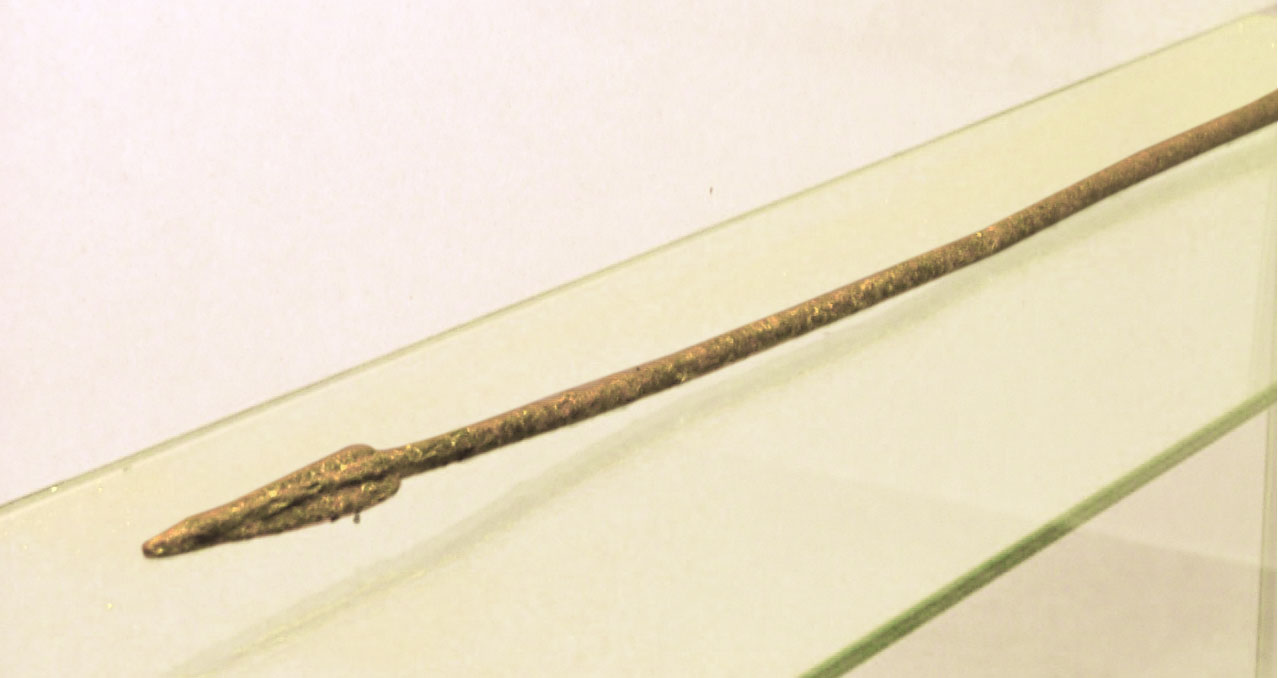
Soliferro ibero encontrado na «Bastida de les Alcuses» (Museu da Pré-história de Valência)

O soliferro ou soliférreo (em latim: soliferreum), por vezes chamado saunion, é um tipo de arma branca perfurante, própria da Antiguidade clássica, mais concretamente, um tipo de lança de arremesso de origem hispana.
Foi criada por molde a satisfazer a necessidade de dispor dum projéctil que pudesse alcançar os 30 metros de distância ao ser arrojada, e que tivesse o poder perfurante suficiente para atravessar, a essa distância, os escudos e as couraças. Tinha a pesponta de ser uma arma que, se atirada em salvas, fosse capazes de semear a desordem nas formações inimigas, deixando-as em desvantagem, nos combates corpo-a-corpo, que se desenrolassem logo de seguida.
A solução ibérica, para este problema, passara por conceber uma lança metálica inteiriça, forjada duma só peça de ferro, com um comprimento na ordem dos 2 metros. Em contrapartida, em Roma, a solução materializou-se na criação do pilo.

## Etimologia
Soliferro é o nome latino desta arma, solus, que significa «só», e ferrum, que significa «ferro». Os celtiberos, contudo, chamavam a esta lança saunion.

## Descrição
In totum, o soliferro media entre metro e meio a dois metros de comprimento.
Além disso, dispunha de uma ponta ou ferrão, com cerca de 6 a 8 centímetros de comprimento, que podia assumir diversos formatos: por vezes, tratava-se meramente duma extremidade aguçada do hastil ou pértigo metálico; se bem que, o mais usual, era que o ferrão tivesse entre duas a quatro aletas, as quais poderiam estar dotadas de um ou mais ganchos, concebidas para dificultar a remoção do ferrão de dentro das feridas da vítima.
O hastil férreo é de secção circular, com cerca de um centímetro de grossura ao meio, sendo que era mais grosso ao meio e mais fino nas extremidades. Para facilitar a aderência, a parte do meio do hastil teria entalhes ou facetas com 10 centímetros, de feição a que a mão que estivesse a segurar na arma não escorregasse com o suor.
O peso e a densidade consideráveis do material do hastil em muito contribuíam para potenciar a capacidade perfurante do soliferro, de tal ordem que, apesar de o ponto de incisão ser estreito, a força imprimida ao lançamento era de tal ordem, que era possível ao projéctil trespassar um alvo até ao meio do hastil, sem que houvesse atrito significativo. Com efeito, o soliferro estava ideado para ser capaz de trespassar os escudos romanos sem que houvesse perdas significativas de impulso do lançamento.

## História

### Origens

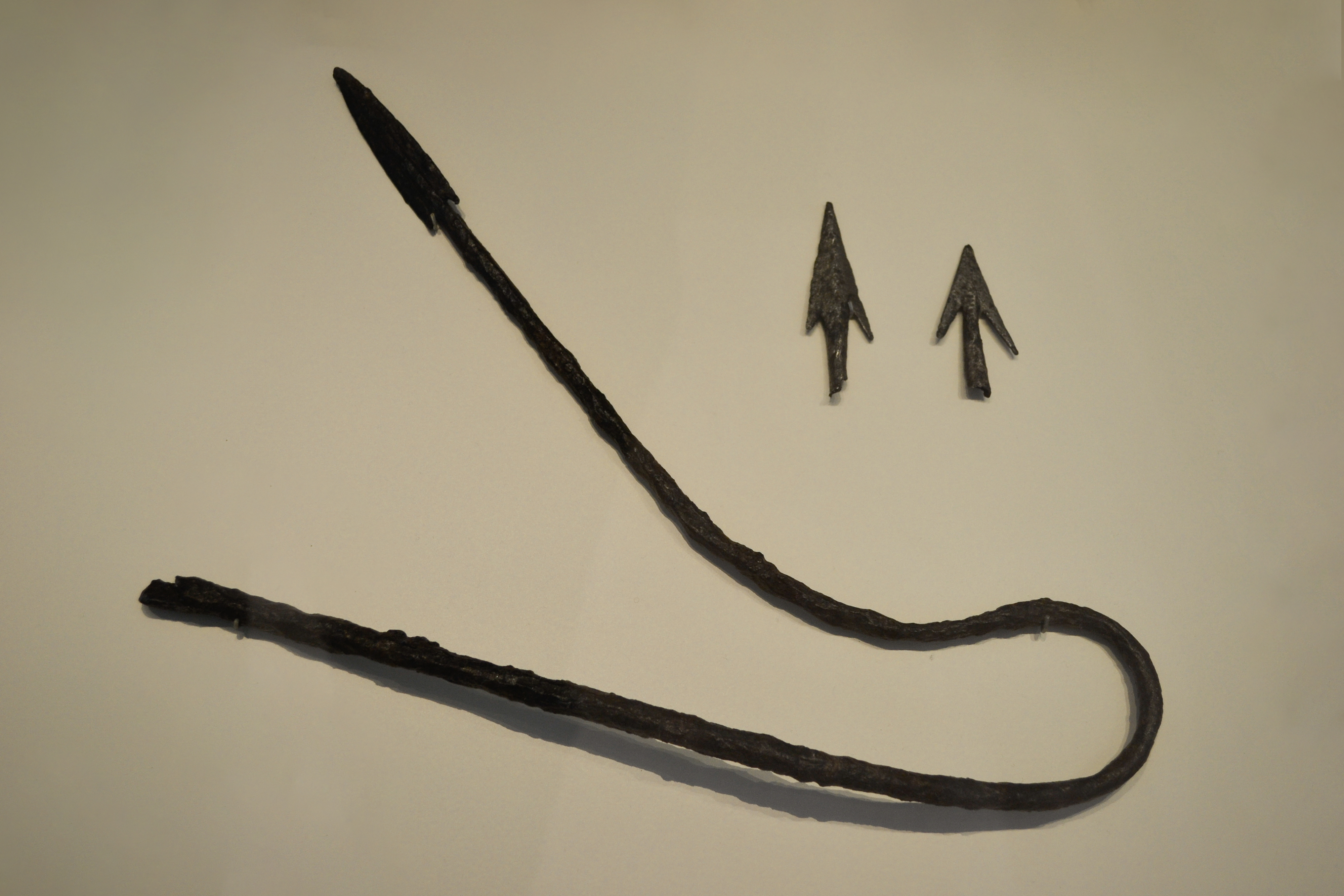
Soliferro e pontas de flecha ibéricas. Necrópolis de Los Collados (Almedinilla, Córdova). O soliferro foi encontrado dobrado sobre si, um acto de inutilização, o que fazia parte dos rituais fúnebres da época. Museu Arqueológico Nacional de Espanha

As informações disponíveis sugerem que o soliferro surgiu na zona da Aquitânia e Languedoc, a norte dos Pirenéus, por torno do século VI a.C., tendo-se espalhado pela Península Ibérica mais tarde, tanto pelas zonas pastorais celtas, como pelas zonas do Levante espanhol e da Andaluzia, então ocupadas pelos iberos. Foi na Ibéria onde o soliferro alcançou maior popularidade, de tal ordem que sabemos, graças a dados arqueológicos e fontes literárias coevas, que continuava em uso, por ocasião da chegada dos romanos à Península, em finais do século III a.C., coexistindo com a falárica ou pilo ibérico.

### Uso bélico
Quando Aníbal Barca tentou conquistar Roma pelos Alpes, inúmeros mercenários celtiberos engrossaram as hostes do seu exército. Na Segunda Guerra Púnica, o soliferro desempenhou um papel importante, no âmbito das escaramuças.
Posteriormente, chegou a figurar dentre a panóplia do exército romano, se bem que de pouca dura, porquanto os legionários desvalorizavam o soliferro, dada a carestia inerente ao seu processo de fabrico, quando havia alternativas igualmente eficazes e mais baratas, como o pilo. O soliferro desapareceu no final da Guerras Cantábricas, por ocasião das quais o império romano subjugou a totalidade da Península Ibérica.

## Costumes
Dada a dispendiosidade do fabrico desta arma, o soliferro estava associado à classe guerreira, mais abastada, dos povos que habitavam a Península Ibérica. Usava-se em paralelo com a cetra, o escudo dos celtiberos, com um em cada mão.
Nos rituais fúnebres era prática comum que os guerreiros ibéricos fossem sepultados com as respectivas armas dobradas e inutilizadas. A razão de ser deste costume era dúplice:
- por um lado, atentas as fontes literárias da época, como seja Heródoto ou Luciano de Samósata, faz-se fé de que os povos da ibéria acreditavam que ao vergar as armas desta maneira e ao sepultá-las com o respectivo dono, se garantia que aquelas o acompanhariam, intactas, para o mundo dos espíritos;[12]
- por outro, há autores que defendem que isto poderá ter sido uma prática que visava desencorajar a profanação de sepulturas recentes, em busca de armamento.[10]